# Badminton aux Jeux asiatiques
Le tournoi de badminton aux Jeux asiatiques se déroule en élimination directe.
Conformément aux règles édictées par la Fédération internationale de badminton, chaque match se joue au meilleur des 3 sets de 21 points (sauf en cas de prolongations).

## Histoire
Le badminton est présent pour la première fois aux Jeux asiatiques de 1958 à Tokyo au Japon en tant que sport de démonstration. Il fait son entrée officielle 4 ans plus tard, aux Jeux asiatiques de 1962 qui se déroulent à Jakarta, en Indonésie où il y a 6 catégories : simples hommes et dames, double hommes et dames, par équipes hommes et dames. Le double mixte apparaît aux Jeux asiatiques de 1966.
En 1962, il y eut un match de classement pour désigner le médaillé de bronze. Mais depuis 1966, deux médailles de bronze sont attribuées aux perdants des demi-finales.

## Compétition

### Lieux des compétitions
Voici les villes hôtes des Jeux asiatiques :
| Année | Ville hôte | Pays         |
| ----- | ---------- | ------------ |
| 1962  | Jakarta    | Indonésie    |
| 1966  | Bangkok    | Thaïlande    |
| 1970  | Bangkok    | Thaïlande    |
| 1974  | Téhéran    | Iran         |
| 1978  | Bangkok    | Thaïlande    |
| 1982  | New Delhi  | Inde         |
| 1986  | Séoul      | Corée du Sud |
| 1990  | Beijing    | Chine        |
| 1994  | Hiroshima  | Japon        |
| 1998  | Bangkok    | Thaïlande    |
| 2002  | Busan      | Corée du Sud |
| 2006  | Doha       | Qatar        |
| 2010  | Guangzhou  | Chine        |
| 2014  | Incheon    | Corée du Sud |
| 2018  | Jakarta    | Indonésie    |
| 2022  | Hangzhou   | Chine        |
| 2026  | Nagoya     | Japon        |
| 2030  | Doha       | Qatar        |

### Nations participantes
Les pays suivants ont pris part aux épreuves de badminton des Jeux asiatiques :
| Nation          | 62 | 66 | 70 | 74 | 78 | 82 | 86 | 90 | 94 | 98 | 02 | 06 | 10 | 14 | 18 | 22 | Total |
| --------------- | -- | -- | -- | -- | -- | -- | -- | -- | -- | -- | -- | -- | -- | -- | -- | -- | ----- |
| Afghanistan     |    |    |    |    |    |    |    |    |    |    |    |    |    | X  | X  |    | 2     |
| Arabie saoudite |    |    |    |    |    |    |    |    |    |    |    |    |    |    | X  |    | 1     |
| Bahreïn         |    |    |    |    |    |    |    |    |    |    |    | X  |    |    |    |    | 1     |
| Bhoutan         |    |    |    |    |    |    |    |    |    |    |    |    |    |    |    | X  | 1     |
| Birmanie        |    | X  |    |    |    |    |    |    |    |    |    |    |    |    |    |    | 1     |
| Cambodge        | X  |    |    |    |    |    |    |    | X  | X  |    |    |    |    |    | X  | 4     |
| Chine           |    |    |    | X  | X  | X  | X  | X  | X  | X  | X  | X  | X  | X  | X  | X  | 13    |
| Corée du Nord   |    |    |    | X  |    |    |    | X  |    |    |    |    |    |    |    |    | 2     |
| Corée du Sud    |    | X  | X  | X  | X  | X  | X  | X  | X  | X  | X  | X  | X  | X  | X  | X  | 15    |
| Hong Kong       |    | X  | X  | X  | X  | X  | X  | X  | X  | X  | X  | X  | X  | X  | X  | X  | 15    |
| Inde            |    |    |    | X  | X  | X  | X  |    |    | X  | X  | X  | X  | X  | X  | X  | 11    |
| Indonésie       | X  | X  | X  | X  | X  | X  | X  | X  | X  | X  | X  | X  | X  | X  | X  | X  | 16    |
| Irak            |    |    |    |    |    |    |    |    |    |    |    |    | X  |    |    |    | 1     |
| Iran            |    |    |    | X  |    |    |    |    |    | X  |    | X  |    | X  | X  | X  | 6     |
| Japon           | X  | X  | X  | X  | X  | X  | X  | X  | X  | X  | X  | X  | X  | X  | X  | X  | 16    |
| Jordanie        |    |    |    |    |    |    |    |    |    |    |    |    |    |    |    | X  | 1     |
| Kazakhstan      |    |    |    |    |    |    |    |    |    |    |    |    |    |    |    | X  | 1     |
| Macao           |    |    |    |    |    |    |    |    |    |    | X  | X  | X  | X  | X  | X  | 6     |
| Malaisie        | X  | X  | X  | X  | X  | X  | X  | X  | X  | X  | X  | X  | X  | X  | X  | X  | 16    |
| Maldives        |    |    |    |    |    |    |    |    | X  |    |    |    | X  | X  | X  | X  | 5     |
| Mongolie        |    |    |    |    |    |    |    |    |    |    | X  | X  | X  | X  | X  | X  | 6     |
| Népal           |    | X  | X  | X  | X  |    | X  |    |    |    |    | X  | X  | X  | X  | X  | 10    |
| Ouzbékistan     |    |    |    |    |    |    |    |    |    |    |    |    |    |    |    |    | -     |
| Pakistan        |    |    |    | X  | X  |    | X  | X  |    | X  |    |    |    | X  | X  | X  | 8     |
| Philippines     | X  | X  | X  | X  | X  |    |    |    |    | X  | X  | X  |    |    |    |    | 8     |
| Qatar           |    |    |    |    |    |    |    |    |    |    |    |    |    | X  |    |    | 1     |
| Singapour       | X  |    |    |    |    |    |    |    | X  |    | X  | X  | X  | X  |    | X  | 7     |
| Sri Lanka       |    | X  |    |    |    |    | X  | X  |    | X  | X  | X  | X  |    | X  | X  | 9     |
| Syrie           |    |    |    |    |    |    |    |    |    |    | X  | X  |    |    |    |    | 2     |
| Thaïlande       | X  | X  | X  | X  | X  | X  | X  | X  | X  | X  | X  | X  | X  | X  | X  | X  | 16    |
| Taipei chinois  |    | X  |    |    |    |    |    |    | X  | X  | X  | X  | X  | X  | X  | X  | 9     |
| Timor oriental  |    |    |    |    |    |    |    |    |    |    | X  | X  |    |    |    | X  | 3     |
| Viêt Nam        |    |    |    |    |    |    |    |    |    |    |    | X  | X  | X  | X  | X  | 5     |
| TOTAL           | 7  | 11 | 8  | 13 | 11 | 8  | 11 | 10 | 11 | 14 | 16 | 20 | 17 | 19 | 19 | 23 |       |

## Résultats

### Tableau des médailles
| Rang  | Nation         | Or | Argent | Bronze | Total |
| ----- | -------------- | -- | ------ | ------ | ----- |
| 1     | Chine          | 40 | 28     | 33     | 101   |
| 2     | Indonésie      | 26 | 25     | 40     | 91    |
| 3     | Corée du Sud   | 16 | 17     | 33     | 66    |
| 4     | Malaisie       | 7  | 8      | 20     | 35    |
| 5     | Japon          | 6  | 7      | 21     | 34    |
| 6     | Thaïlande      | 1  | 11     | 14     | 26    |
| 7     | Inde           | 1  | 1      | 8      | 10    |
| 8     | Hong Kong      | 1  | 1      | 5      | 7     |
| 9     | Taipei chinois | 0  | 0      | 4      | 4     |
| 10    | Birmanie       | 0  | 0      | 1      | 1     |
| 10    | Pakistan       | 0  | 0      | 1      | 1     |
| 10    | Singapour      | 0  | 0      | 1      | 1     |
| Total | Total          | 97 | 97     | 181    | 375   |

### Compétition individuelle
| Année | Simple hommes    | Simple dames    | Double hommes                                       | Double dames                            | Double mixte                    |
| ----- | ---------------- | --------------- | --------------------------------------------------- | --------------------------------------- | ------------------------------- |
| 1962  | Tan Joe Hock     | Minarni Minarni | Tan Yee Khan Ng Boon Bee                            | Minarni Minarni Retno Kustijah          |                                 |
| 1966  | Ang Tjin Siang   | Noriko Takagi   | Tan Yee Khan Ng Boon Bee                            | Minarni Minarni Retno Kustijah          | Teh Kew San Rosalind Singha Ang |
| 1970  | Punch Gunalan    | Hiroe Yuki      | Punch Gunalan Ng Boon Bee                           | Machiko Aizawa Etsuko Takenaka          | Ng Boon Bee Sylvia Ng           |
| 1974  | Hou Jiachang     | Chen Yuniang    | Tjun Tjun Johan Wahjudi                             | Liang Chiusia Cheng Huiming             | Christian Hadinata Regina Masli |
| 1978  | Liem Swie King   | Liang Chiusia   | Christian Hadinata Ade Chandra                      | Verawaty Fajrin Imelda Wiguno           | Tang Xianhu Zhang Ailing        |
| 1982  | Han Jian         | Zhang Ailing    | Christian Hadinata Icuk Sugiarto                    | Hwang Sun-ai Kang Heung-sook            | Christian Hadinata Ivana Lie    |
| 1986  | Zhao Jianhua     | Han Aiping      | Park Joo-bong Kim Moon-soo                          | Lin Ying Guan Weizhen                   | Park Joo-bong Chung Myung-hee   |
| 1990  | Zhao Jianhua     | Tang Jiuhong    | Li Yongbo Tian Bingyi                               | Guan Weizhen Nong Qunhua                | Park Joo-bong Chung Myung-hee   |
| 1994  | Hariyanto Arbi   | Bang Soo-hyun   | Ricky Subagja Rexy Mainaky                          | Shim Eun-jung Jang Hye-ock              | Yoo Yong-sung Chung So-young    |
| 1998  | Dong Jiong       | Kanako Yonekura | Ricky Subagja Rexy Mainaky                          | Ge Fei Gu Jun                           | Kim Dong-moon Ra Kyung-min      |
| 2002  | Taufik Hidayat   | Zhou Mi         | Lee Dong-soo Yoo Yong-sung                          | Ra Kyung-min Lee Kyung-won              | Kim Dong-moon Ra Kyung-min      |
| 2006  | Taufik Hidayat   | Wang Chen       | Koo Kien Keat Tan Boon Heong                        | Gao Ling Huang Sui                      | Zheng Bo Gao Ling               |
| 2010  | Lin Dan          | Wang Shixian    | Markis Kido Hendra Setiawan                         | Tian Qing Zhao Yunlei                   | Shin Baek-cheol Lee Hyo-jung    |
| 2014  | Lin Dan          | Wang Yihan      | Hendra Setiawan Mohammad Ahsan                      | Greysia Polii Nitya Krishinda Maheswari | Zhang Nan Zhao Yunlei           |
| 2018  | Jonatan Christie | Tai Tzu-ying    | Marcus Fernaldi Gideon Kevin Sanjaya Sukamuljo (en) | Chen Qingchen Jia Yifan                 | Zheng Siwei Huang Yaqiong       |
| 2022  | Li Shifeng       | An Se-young     | Satwiksairaj Rankireddy (en) Chirag Shetty (en)     | Chen Qingchen Jia Yifan                 | Zheng Siwei Huang Yaqiong       |
| 2026  |                  |                 |                                                     |                                         |                                 |

### Compétition par équipes
| Année | Hommes       | Dames        |
| ----- | ------------ | ------------ |
| 1962  | Indonésie    | Indonésie    |
| 1966  | Thaïlande    | Japon        |
| 1970  | Indonésie    | Japon        |
| 1974  | Chine        | Chine        |
| 1978  | Indonésie    | Chine        |
| 1982  | Chine        | Chine        |
| 1986  | Corée du Sud | Chine        |
| 1990  | Chine        | Chine        |
| 1994  | Indonésie    | Corée du Sud |
| 1998  | Indonésie    | Chine        |
| 2002  | Corée du Sud | Chine        |
| 2006  | Chine        | Chine        |
| 2010  | Chine        | Chine        |
| 2014  | Corée du Sud | Chine        |
| 2018  | Chine        | Japon        |
| 2022  | Chine        | Corée du Sud |
| 2026  |              |              |